# Hugo Fischer-Köppe

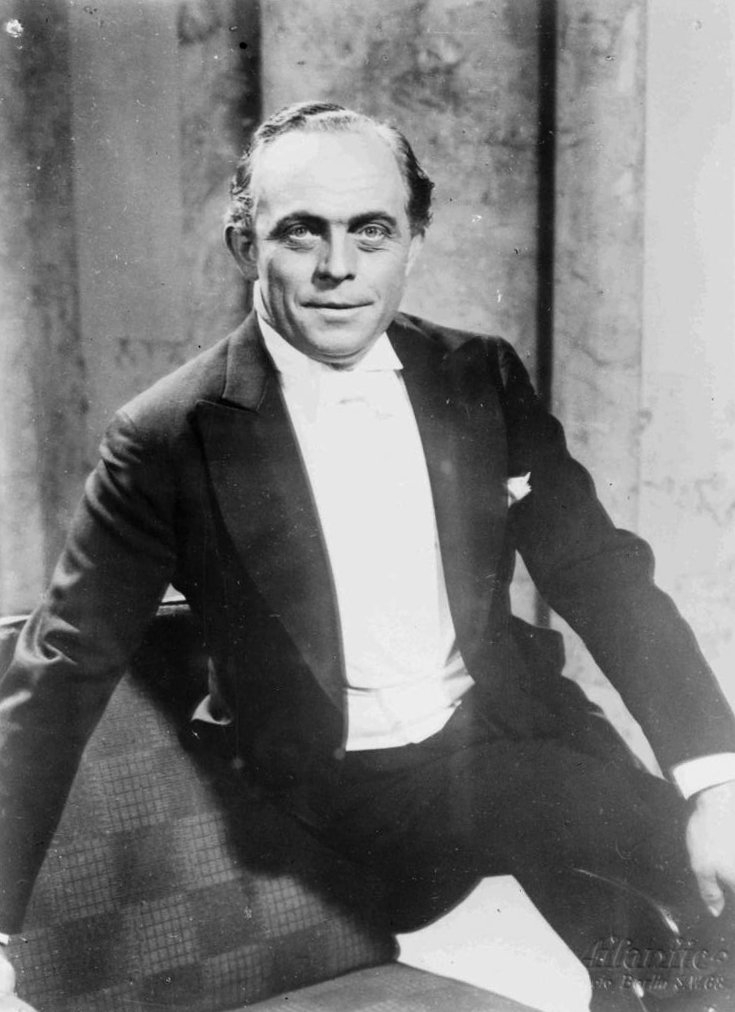
Hugo Fischer-Köppe, 1935

Hugo Fischer-Köppe, eigentlich Hugo Heinrich Fischer, (* 13. Februar 1890 in Bielefeld; † 31. Dezember 1937 in Berlin-Charlottenburg) war ein deutscher Schauspieler.

## Leben
Nach dem Schauspielunterricht begann er seine Bühnenlaufbahn im November 1907 in Bielefeld. Als Operetten-Buffo trat er in Leipzig und ab 1909 am Schauspielhaus Potsdam auf. 1912/13 war er in Danzig verpflichtet.
Als Teilnehmer am Ersten Weltkrieg wurde er zweimal schwer verwundet und 1917 für das Theater freigestellt. Paul Heidemann vermittelte ihn nach Berlin, wo er für drei Jahre als Buffo für das Theater am Nollendorfplatz engagiert wurde. Er spielte dann an verschiedenen anderen Berliner Bühnen und trat auch als Kabarettist auf, der Chansons und Couplets vortrug.
Seine Filmkarriere begann bereits 1917, aber erst mit Anbruch des Tonfilmzeitalters wurde er unter seinem Künstlernamen Fischer-Köppe einem größeren Publikum bekannt. Er war ein beliebter Darsteller der Militärklamotte. Er verkörperte in Nebenrollen Diener, Angestellte, Gauner, Kumpels, Unteroffiziere, Wachtmeister und andere Leute aus dem Volk.
Am 13. April 1920 heiratete er in Berlin-Steglitz Rudolfine Susi Köppe (* 12. Februar 1895 in Steglitz, † 30. Januar 1977 in Berlin-Schöneberg). Den Namen „Fischer-Köppe“ nutze er allerdings bereits ab 1916. Die Ehe wurde am 17. Mai 1928 in Berlin geschieden.
Fischer-Köppe hinterließ Schallplatten-Aufnahmen auf den Labels Electrola (1929–1932), Columbia (1932), Telefunken (1932), Grammophon (1936/37) und Imperial (1937).
Fischer-Köppe beteiligte sich auch am „Reichssender Nipkow“, dem ersten deutschen Versuchsfernsehen. Er starb zu Silvester 1937 an den Folgen einer Nierenoperation und wurde auf dem Friedhof Steglitz bestattet. Sein Grab (Abt. 2 H,1. Wahlreihe Norden, Nr. 13–14) wurde 1979 eingeebnet.

## Filmografie
- 1917: Böse Nachbarn
- 1917: Die Kunst zu heiraten
- 1918: Die blaue Mauritius
- 1922: Die Männer der Frau Clarissa
- 1925: Aschermittwoch
- 1925: Die Moral der Gasse
- 1925: Krieg im Frieden
- 1925: Die drei Portiermädel
- 1926: Die letzte Droschke von Berlin
- 1926: Das Panzergewölbe
- 1926: Gräfin Plättmamsell
- 1926: Der Hauptmann von Köpenick
- 1927: Der größte Gauner des Jahrhunderts
- 1927: Das Heiratsnest
- 1927: Rätsel einer Nacht
- 1929: Die Konkurrenz platzt!
- 1930: Achtung! – Auto-Diebe!
- 1930: Liebe im Ring
- 1930: Drei Tage Mittelarrest
- 1930: Der Greifer
- 1930: Der Hampelmann
- 1930: Zwei Krawatten
- 1931: Danton
- 1931: Dienst ist Dienst
- 1931: Schachmatt
- 1931: Schneider Wibbel
- 1931: Wer nimmt die Liebe ernst…
- 1931: Meine Cousine aus Warschau
- 1931: Reserve hat Ruh
- 1931: Grock
- 1931: Gloria
- 1931: Hilfe! Überfall
- 1931: Der Schrecken der Garnison
- 1931: Vater geht auf Reisen
- 1931: Madame hat Ausgang
- 1931: Man braucht kein Geld
- 1932: Aus einer kleinen Residenz
- 1932: Im Bann des Eulenspiegels
- 1932: Ja, treu ist die Soldatenliebe
- 1932: Paprika
- 1932: Theodor Körner
- 1932: Die Tänzerin von Sans Souci
- 1932: Die Wasserteufel von Hieflau
- 1932: Mein Name ist Lampe
- 1932: Annemarie, die Braut der Kompanie
- 1932: Das Blaue vom Himmel
- 1932: Drei von der Kavallerie
- 1932: Der verliebte Blasekopp
- 1932: Der Schönste Mann im Staate
- 1932: Gehetzte Menschen
- 1932: Zwei glückliche Tage
- 1933: Das 13. Weltwunder
- 1933: Glückliche Reise
- 1933: Das lustige Kleeblatt
- 1933: Der Traum vom Rhein
- 1933: Die Wette
- 1933: Zwei gute Kameraden
- 1933: Der große Bluff
- 1934: In Sachen Timpe
- 1934: Jede Frau hat ein Geheimnis
- 1934: Jungfrau gegen Mönch
- 1934: Der kühne Schwimmer
- 1934: Meine Frau, die Schützenkönigin
- 1934: Nischt geht über die Gemütlichkeit
- 1934: Der Schrecken vom Heidekrug
- 1934: Der Polizeibericht meldet
- 1934: Wenn Mutter nicht zuhause ist
- 1934: Ein Mädel wirbelt durch die Welt
- 1934: Lockvogel
- 1936: Der verkannte Lebemann
- 1937: Alarm in Peking
- 1937: Petermann ist dagegen

## Tondokumente (Auswahl)
Herr Hauptmann, Herr Leutnant. Marschlied (Reisfeld - Marbot) Telefunken A 1226 (mx. 18 687) mit Orchester Hans Schindler.
Wenn am Sonntag Abend die Dorfmusik spielt. Walzerlied (Mart Fryberg - Text Von Donop u. Kirsten)
Telefunken A 1228 (mx. 18 690) mit Orchester Hans Schindler und Gesangsquartett.
Meier-Foxtrot (Leslie Sarony, deutscher Text von Charles Amberg) Telefunken A 1228 (mx. 18 691) mit Orchester Hans Schindler und Gesangsquartett.
Boxerlied (Artur Guttmann, Text Fritz Rotter) aus dem Terra-Tonfilm “Liebe im Ring”. Electrola E.G.1765 (mx. BLR 6054-2) mit Max Schmeling und Kurt Gerron,. Aufgen. Februar 1930
Seemannschoral (Willy Engel-Berger, Text Walter Mehring) Electrola E.G.2659 (mx. OD 1213) mit Chor und Orchester. Aufgen. Oktober 1932
Ich bin ein guter Soldat gewesen. Song (TuM Helmut Markiewicz). Am Flügel: der Komponist.  Electrola E.G.2676 / 60-2140 (mx. OD 1292-2). Aufgen. November 1932
Koks, a.d. Tonfilm “Ganovenehre” (TuM Helmut Markiewicz). Am Flügel: der Komponist.  Electrola E.G.2676 / 60-2141(mx. OD 1293-1). Aufgen. im November 1932; “Ganovenehre. Ein Film aus der Berliner Unterwelt” war ein deutscher Spielfilm von Richard Oswald, der im Februar 1933 Premiere hatte. Die Musik und die Liedtexte schrieben Bert Reisfeld und Rolf Marbot.
Hummel-Hummel! (Hermann Krome, Text Franz L. Berthold) Grammophon 2350-A (mx. 2975 1/2 GN-VIII)
Der Seemann braucht 'nen Kümmel (Platen - Frenzel) Grammophon 2350-B (mx. 2976 1/2 GN-VIII)
Lieber Schatz, wenn ich von Dir geh'. Marschlied (Wiga-Gabriel, Text Franz L. Berthold) Grammophon 2687-B (mx. 3128 1/2 GN-VIII), aufgen. 1937